# Hidatsaernes byer
Hidatsaernes byer af enten træ- eller jordhytter lå ved eller i nærheden af Missouri River i North Dakota fra omkring år 1100:39  og til ind i 1880erne.:327 
Trods det tidlige reservat-systems plan om at sprede hidatsaerne ved at fordele dem på individuelt ejede jordlodder i Fort Berthold Indian Reservation, samlede de sig fra ca. 1885 i nye fællesskaber, der voksede til småbyer i bestemte områder.:202 

## Hidatsa byer - de første 1000 år
Awatixa hidatsaerne var stammens foregangsmænd, da de tidligt byggede Flaming Arrow ved Missouri River som en selvstændig gruppe byindianere. Hidatsa proper folket og awaxawi hidatsaerne kom til senere og byggede deres første byer ved floddalen engang i 1600-tallet.:139  Byerne var længe ret selvstyrende såvel politisk som ceremonielt. Først efter en samling af byerne på et mindre område som respons på en ødelæggende koppe-epidemi sidst i 1700-tallet dannede de tre grupper et fælles stamme-råd.:26 
Byerne blev typisk grundlagt på de højereliggende arealer over flodbredden:6  uden at nogen overordnet byplan dikterede de enkelte hytters placering. Byarealerne spændte fra under en hektar til over syv hektar jord:60 , hvorpå der stod fra mindre end 10 boliger:38  til knap 100.:39  I tidens løb gik tendensen mod mindre byarealer med tætterestillede hytter.:44  En hytte bygget specielt til fælles ceremonier kom ad åre til som et nyt element efter inspiration fra de nærtboende mandaner (men uden den store, åbne midterplads omkring hytten).:62  Hidatsaerne stod for en arkitektonisk nyskabelse på et tidspunkt, da de udvidede gulvarealet i deres jordhytter med et lavere opbevarings- og soveområde yderst i hyttens omkreds.:19  Et eller flere steder i en by lå en køkkenmødding.:65  Afhængigt af situationen kunne byerne være beskyttet mod angreb fra fjendtlige stammer af en palisade af en slags og tillige af en gravet forsvarsgrøft indenfor palisaden.:6 
Kvinderne anlagde haver i floddalene tæt ved byerne:9  og dyrkede majs, bønner, solsikker og squash.:7  Bybilledet var præget af deres høje rafte-stilladser til tørring af afgrøderne, som de byggede foran hjemmet.:98  Til opbevaring af høsten konstruerede kvinderne forrådsgruber af forskellig dybde:88  i og omkring familiens hytte.:94  Gennem århundreder:34  bragte kvindernes havearbejde byerne velstand gennem salg af især majs til præriestammer fra nær og fjern.:4 
Nogle pladser blev kortvarigt brugt til byer og derpå forladt for altid. Andre byarealer blev bebygget igen; visse først flere generationer senere af hidatsaer fra en anden kulturperiode.:18 
Indbyggerne søgte med mellemrum ud på prærien for at jagte bisoner og levede så i tipier. De fleste jordhytter stod endvidere tomme i nogle vintermåneder, når folkene søgte ly i mindre byer i de lave floddale.:16 
Sygdomme medbragt af de hvide samt tab på slagmarken reducerede de tre hidatsa grupper betragteligt efter 1780. Fra at have levet i separate, spredte byer:322  boede de sammen i blot én enkelt bydel af den fælles hidatsa - og mandan by Like A Fishook Village i 1845.:202 

### År 1100-1200
Awatixa hidatsaernes myter beskriver deres ankomst til Missouri River i form af hellige pile fra himlen. Anført af Charred Body anlagde de deres første by ved floddalen tæt på nedslagsstedet.:291 
Arkæologer mener, awatixaerne kom et sted østfra og nåede Missouri River som en selvstændig gruppe måske så tidligt som år 1000.:139  Engang i 1100-tallet grundlagde de den første kendte klynge bygninger ved Missouri River i North Dakota.:173  Den lille by med mindst 13 :38  muligvis ovale:34  hytter lå på østsiden af floden og lige syd for den nutidige by Washburn. Jorden var gravet væk i en dybde af ca. 35 centimeter inde i hytterne, så gulvet lå under terrænplan.:34  Arkæologer kalder byen Flaming Arrow (32ML4).:41 , mens det tidlige 1900-tals hidatsaer omtalte den som Arrow People Village.:158 
Byen var beboet til senest år 1200.:155 

### År 1200-1300
Arkæologer vakler mellem at betragte den ensomtbeliggende og gådefulde Grandmother’s Lodge (32ME59) ca. 140 kilometer højere oppe ad Missouri River som en awatixa hidatsa - eller en northern mandan hytte.:72  Hidatsaerne kalder den Sacred Lodge of the Old Woman Who Never Dies efter en mytologisk figur.:478  En knap 140 m2 stor:34  og rektangulær hytte med jordgulv 45 centimeter lavere end terrænet er fundet her uden spor af andre hytter i nærheden.:37  Over 20 stykker Knife River flint, nogle forarbejdet til redskaber, lå gemt i et opbevaringssted under gulvplan.:227 
De næste mindst 400 år bosatte ingen hidatsaer eller andre byindianere sig så højt oppe ad Missouri River.:30 

### År 1300-1400
Op gennem 1300-tallet anlagde den voksende awatixa befolkning mindst syv nye byer:72  på en ca. 65 kilometer lang strækning af floden syd for Knife River. Alle byer undtagen Stanton Ferry (32ML6) lå vest for Missouri River. Fra Knife River og sydpå kom først Amahami (32ME8) og Buchfink (32ME9) og så fulgte White Buffalo Robe (32ME7), Mahhaha (32OL22), Cross Ranch (32OL14) og Upper Sanger (32OL12). Visse byer blev opgivet igen inden udgangen af århundredet.:72 
Perioden kendetegnes ved rektangulære hytter bygget direkte på jordoverfladen.:37  I hvert fald flere af hytterne i White Buffalo Robe og Cross Ranch var placeret, så de lå på række med god afstand mellem hver enkelt familiebolig.:78  Det er umuligt at sige, om hytterne var dækket af jord.:35  Upper Sanger var måske den største by med mindst 25 hytter,:38  og byen var beboet til ind i 1400-tallet ligesom Mahhaha var det.:72  Små køkkenmøddinger i både White Buffalo Robe og Cross Ranch tyder på en mere kortvarig brug af byerne eller en stor fraflytning fra dem.:78 
Ingen af de otte byer var beskyttet af forsvarsværker.:178  Fundet af en brændt hytte i White Buffalo Robe savner en forklaring.:35 

### År 1400-1450
Byindianerne i denne del af North Dakota var nok 10 gange flere i perioden her, end da de byggede deres første hytter.:81 
Som noget nyt opførte awatixaerne spredte hytter på et 0,8 hektar stort område:38  på nordbredden af Knife River blot for at forlade dem nogle årtier senere.:72  Pladsen forbindes mest med den bestandigt voksende:39  og konstant beboede hidatsa proper by, Big Hidatsa (32ME12), der delvis blev grundlagt oven på den gamle byplads engang i 1600-tallet.
Tæt ved hinanden på en ca. tre kilometer lang strækning op langs Knife River fra dens munding af lå fem små byer eller klynger af hytter. De er registreret som Poly (32ME407), Scovill (32ME409), Forkorner (32ME413), Hump (32ME414) og Youess (32ME415). Bebyggelserne lå enten lige vest for bifloden eller ikke langt fra den.:54  Disse bredder langs Knife River skulle blive hidatsaernes foretrukne sted at leve gennem århundreder,:181  og de mange tætliggende eller overlappende småbyer samt aktivitets-stederne udenfor bygrænserne er en guldgrube for arkæologer.:62 
To store byer, Mandan Lake (32OL21) og Pretty Point (32OL8), lå henholdsvis ca. 12 og 30 kilometer syd for Knife River og fulgte det gamle awatixa mønster med at anlægge byer vest for Missouri River.:181  Mandan Lake var uden ophør beboet til omkring 1525,:155  og op mod 100 hytter var da blevet opført på pladsen.:39 

### År 1450-1525
Et fald i befolkningstallet til måske under det halve fandt sted i løbet af denne periode.:83  Klimaforandringer reducerede byboernes majshøst og førte eventuelt til en vis udvandring fra området;:180  det var nok i dette tidsrum, at flere awatixaer begav sig ud på en folkevandring vestpå og gradvist forvandlede sig til mountain crower i Montana og Wyoming.:124  Epidemier – enten allerede kendte eller introduceret af de hvide - samt krige kan ligeledes have medvirket til tilbagegangen, der lader til at have været mærkbar før 1492.:50 
Awatixaerne byggede Bagnell (32OL16) over 20 kilometer syd for udløbet af Knife River.:107  De eneste to andre byer, der med sikkerhed var beboet under disse kriseår, var Mandan Lake og Mahhaha.:47  Awatixaernes skift fra at leve i flere byer fordelt på forskellige lokaliteter til at samle sig i blot tre mere tætbebyggede og relativt nærtliggende byer kædes sammen med den svindende befolkning.:83  (Der var ca. 15 kilometer mellem de to fjernest-beliggende bopladser).:107 
Mahhaha blev først permanent forladt omkring 1785.:74  Indtil da var byens hytter enten befolket i to eller tre adskilte og kortere perioder, eller måske levede en lille og skiftende skare indbyggere der ret fast.:160 
I Bagnell udgravede arkæologer den ældste hytte, der utvetydigt var bygget med hidatsaernes særegne udvidelse af gulvarealet ved at lade ydervæggene skråne udad.:83  Byen havde mindst 97 hytter:39  og blev forladt senest 1525.:83 
Muligvis opstod de kommende århundreders tradition med at bygge runde hytter i tidsrummet her.:180 

### År 1525-1600
Byarealerne blev generelt mindre efter 1525, og det hang sammen med et øget behov for at konstruere og vedligeholde palisader og forsvarsgrøfter rundt om hele arealet.:43 
Awatixa hidatsaerne og mandanerne havde befolket floddalene ved Missouri River omtrent samtidig, og stammerne påvirkede gensidigt hinanden. Lighederne mellem de to folkeslags levevis gør det svært at afgøre, hvem der står bag opførelsen af Alderin Creek (32ME4), Smith Farm (32OL9) og den store by Hensler (32OL18).:73 
Lower Hidatsa (32ME10) et par kilometer oppe ad Knife River var awatixaerne bedrift; muligvis bygget allerede omkring 1450. År efter år var den beboet til ca. 1780.:19  Flinteflækker af tilhugget Knife River flint ligger overalt på byarealet og nærer en endnu ikke bevist teori om denne og de andre Knife River byers monopol-agtige kontrol over flintestens-brudene:121  80 kilometer højere oppe ad vandløbet.:216  Stumper af obsidian i byen kom oprindeligt fra Obsidian Cliff.:150 
Det tidligste tegn på hidatsaernes indirekte kontakt med de hvide er et benredskab forarbejdet med metalværktøj fundet i byens jordlag tilknyttet denne periode.:86 
Awatixaerne var også kræfterne bag en genbebyggelse af pladsen med White Buffalo Robe ved Missouri River.:73  Sammenlignet med White Buffalo Robes grundlæggere lagde kvinderne i den nyopførte by mere vægt på egen planteavl end på udnyttelsen af vilde bær og rødder. Jægernes foretrukne bytte var bisoner, mens flodens fisk pludselig fik indbyggernes interesse. Arkæologer studser over en total mangel på fund af skindskabere i byen.:86 

### År 1600-1650
En ny gruppe hidatsaer, hidatsa proper, gjorde deres indtog i Knife River regionen østfra tidligt i perioden;:124  muligvis efter en tid med bosættelser i Heart River området sydpå domineret af mandanerne.:125  De grundlagde Big Hidatsa (32ME12) et par kilometer højere oppe ad Knife River end awatixaernes allerede eksisterende Lower Hidatsa. Byen var beboet af et voksende antal indbyggere:50  de næste mere end 200 år, og med tiden udviklede den sig til at blive stammens mest kendte by.:191 

### År 1650-1700
Som den tredje og sidste hidatsa gruppe ankom awaxawi hidatsaerne til Missouri River langt østfra i denne periode, hvis ikke tidligere.:123  Gruppens traditioner placerer dem i en udokumenteret by ved Eagle Nose Butte tæt ved Heart River, hvorfra de flyttede lidt nordpå og grundlagde Molander (32OL7) tidligt i 1700-tallet.:123  Hidatsaerne lader til at have kaldt Molander for High Hill Village.:157 

### 1700-1785
Awaxawierne byggede mindst 42 hytter i Molander,:39  før byen definitivt stod tom senest i 1785.:199  Byen var beskyttet af en forsvarsgrøft:90  og en markant palisade med 10 bastioner.:42 
Etableringen af Nightwalker’s Butte (32ML39) kom efter høvding Nightwalker og hans gruppes brud med hidatsa stammen.:326  Byen lå demonstrativt ca. 80 kilometer oppe ad Missouri River fra Knife River bebyggelserne og på den modsatte flodbred.:196  Ulig andre hidatsa byer lå dens mindst 26 runde hytter:36  øverst på en fladtoppet bakke (am. butte), sådan som Nightwalker var blevet anbefalet i en vision.:21  Byen var beskyttet af et forsvarsværk,:327  og dens hytter stod tæt:90  og var små.:36  Byen menes at have været et forholdsvis kortvarigt fristed for Nightwalker og hans oprørske gruppe; den var uden en køkkenmødding. Folkene levede især af nedlagte ung-bisoner, men skød også mange wapiti-hjorte.:90  Midipadi Butte (32DU2) højere oppe ad floden og syd for vandløbet blev muligvis grundlagt af Nightwalker på et senere tidspunkt.:21 
Byernes velstand voksede i disse tiår, hvor de var velforsynede handelscentre kendt viden om på prærien. Ikke blot majs indgik i hidatsaernes profitable byttehandler med en række præriestammer. Fra midt i perioden:35  afsatte de også heste og europæiske/amerikanske varer bragt til byerne af stammer med adgang til f.eks. Hudson's Bay Companys handelsstationer i Canada. Navnlig assiniboiner og plains crees påtog sig rollen som mellemmænd for byindianerne.:50 
En koppe-epidemi gjorde så store indhug i alle bybefolkningerne i 1780-1781, at en reorganisering var nødvendig i den følgende periode.:92 

### 1785-1830
Årtierne her var kendetegnet ved en vis geografisk koncentration af de tre hidatsa grupper, der dog stadig værnede om deres etniske identitet ved at bo i separate byer.:11  Byerne var typisk beskyttet af en palisade.:37  Det samlede antal indbyggere lå omkring 1700 hidatsaer lige før indgangen i det 19. århundrede.:93 
De første kort med vage angivelser af hidatsa byerne ved Missouri River blev tegnet i 1790erne. Uden hidatsaerne vidste noget om det eller havde indflydelse på det, skiftede byerne fra at ligge i spansk Louisiana til fransk Louisiana og endelig amerikansk Louisiana straks i 1800-tallet.:37 
Byernes stadigt hyppigere besøg af hvide pelsopkøbere påvirkede bysamfundene for bestandigt: Brugen og tilvirkningen af stenredskaber gled ud til fordel for købte metalredskaber og pottemager-kunsten uddøde i sidste instans.:62  Flere hvide, som f.eks. David Thompson, Lewis og Clark-ekspeditionen, Alexander Henry den Yngre:6  og John Bradbury efterlod førstehånds-beskrivelser af nogle af byerne ved Knife River, som de besøgte, og om livet i dem.
Big Hidatsa forblev beboet af hidatsa propers efter koppe-epidemien i modsætning til både Lower Hidatsa og den ensomt-beliggende Molander (samt Mahhaha hvis byen var beboet i 1780).:92  Også de hårdt ramte mandaner fra Heart River søgte op til Knife River regionen.:6 
Awaxawierne byggede hurtigt nye jordhytter på pladsen med den gamle awatixa by Amahami. Byens leder gennem flere årtier var Roadmaker.:95 
Efter 200 år i Lower Hidatsa forlod awatixaerne byen omkring 1781 og erstattede den med Rock Village (32ME15) på en plads ca. 60 kilometer oppe ad Missouri River.:19  Hidatsaerne i det tidlige 20. århundrede omtalte byen som Weasel-horned Village.:160  Flere hidatsa propers sluttede sig til awatixaerne her.:20  En forsvarsgrøft:93  beskyttede byens mindst 35:39  forholdsvis tætstillede jordhytter.:96  Engang senest i 1790erne returnerede de til Knife River og anlagde måske med det samme en ny by ved vandløbet.:23  En anden mulighed er, at de flyttede ind i deres gamle hjem i Lower Hidatsa og boede der et par år til Knife River pludselig ændrede sit flodløb, og byens folk måtte gå en halv kilometer eller længere for at vaske sig og hente vand til hytterne.:37  Uanset hvad, så etablerede awatixaerne Sakakawea (32ME11) en halv kilometer nord for den gamle byplads engang før år 1800.:23  Byen var beboet af både mandaner og hidatsaer i vinteren 1797-1798. Indenfor de næste seks år hærgede en uforklaret brand byen. Pladsen var igen besat med hytter i 1804. Bybefolkningen bestod da udelukkende af awatixa hidatsaer, som tog imod Lewis og Clark ekspeditionen om efteråret.:20 
Lige efter århundredeskiftet byggede en gruppe oprørske hidatsa propers under høvding Strong Jaw en befæstet by på den flade top af en bakke ved Little Missouri River. Den er kendt som dels Jacobsen Site (32DU1) og Little Swallow Site.:21 

### År 1830-1886
Den tidlige del af perioden var kendetegnet ved byer af jordhytter omgivet af en palisade.:96  Bysamfundene måtte dels lære at udnytte nye muligheder og dels at tackle nye udfordringer, da de hvide etablerede først handelsstationer og siden militære forter i nærheden af deres bebyggelser. Nogle af byerne og livet i dem er beskrevet af f.eks. Maximilian zu Wied samt George Catlin.:1  Endnu en koppe-epidemi svækkede regionens byindianere i 1837, der nødtvungent fandt sammen i en fælles by i 1845, Like-a-Fishhook Village (32ML2).:51  Indflydelsen eller presset fra de hvide slog gradvist igennem, så der stod flere møblerede træhytter med vinduer:235  end traditionelle jordhytter i byen:7  mod slutningen af perioden.:96 
Awatixaerne forblev i Sakakawea, til byen faldt under et sioux angreb i foråret 1834 og blev stukket i brand.:19  Næste år byggede en del af de overlevende tilsyneladende Taylor Bluff (32ME366) klos op ad Big Hidatsa som deres sidste, selvstændige by, inden de sluttede sig til de andre hidatsaer samt mandanerne i Like A Fishhook Village omkring 1845.:25  Nogle familier flyttede nok helt ind i Big Hidatsa efter siouxernes angreb.:133  Andre genopbyggede måske deres hjem i Sakakawea og levede i byen indtil den generelle folkevandring nordpå til den udsete plads for Like A Fishhook Village.:133  Awatixa høvding Four Bears var en af hovedkræfterne bag etablering af den fælles by og udførte de nødvendige ceremonier på stedet inden starten på byprojektet.:37  Byen var beboet til 1886; de sidste årtier tilmed af arikaraer.:74 
Sakakaweas nabo-by, awaxawiernes Amahami, blev også løbet over ende og stukket i brand af siouxerne i foråret 1834. Gruppens tilholdssted de næste 11 år er uvist; i 1845 rykkede folkene ind i Like A Fishhook Village.:133 
Pladsen med Rock Village fra 1780erne kom i brug igen kort efter epidemien i 1837; denne gang bebygget af en samarbejdende gruppe hidatsaer og mandaner. Kun nogle år senere var de at finde i Like A Fishhook Village.:23 
Indbyggerne i Big Hidatsa opgav tilværelsen i deres 200 år gamle by som følge af pres fra siouxer:95  og en tiltagende mangel på træ i nærområdet i 1844.:100  De slog sig sammen med de to andre hidatsa grupper samt mandanerne i deres sidste by af traditionelle jordhytter, Like A Fishhook Village.:20 
Høvding Crow Flies High og hans oprørske gruppe vendte ryggen til resten af stammen som Nightwalker og Strong Jaw før ham. Omkring 1870 anlagde han og hans tilhængere først Garden Coulee og i 1884 Crow Flies High Village. Begge byer bestod næsten udelukkende af rektangulære træhytter.
I 1885 begyndte udflytningen fra Like A Fishhook Village til individuelt ejede jordlodder i Fort Berthold reservatet. Tre år senere stod byen praktisk talt tom.:135 

## Hidatsa byer i reservattiden
Hidatsaen Wolf Chief forlod Like A Fishhook Village over midten af 1880erne og bosatte sig med sin familie ved Lone Hill ca. 60 kilometer højere oppe ad Missouri River som respons på en tidlig vision. I nærheden boede flere hidatsaer og mandaner på deres jordlodder i familiehjem af firkantede træhytter med græstørve-tag,:195  og et fællesskab opstod. Som i gamle dage skiltede ejerne af hellige bundter med deres sakrale skatte ved at anbringe et bisonkranie for hvert bundt på hyttens tag.:193  Wolf Chief opbevarede et klan-bundt i en traditionel, men ubeboet jordhytte bygget omkring år 1900.:297  Små jordhytter tjente som stalde eller separate madlavnings-steder,:195  og afgrøder fra haverne tørrede på høje rafte-stilladser i det fri.:208 
De hvide navngav stedet Independence,:182  og inden århundredeskiftet havde den amerikanske regering oprettet en skole bygget af tømmerstokke. Wolf Chief startede en købmandsbutik, og Independence fik en lille kirke bygget af omegnens indianske kongregationalister i 1910.:186 
Arealet blev oversvømmet med dannelsen af den kunstige Lake Sakakawea i 1950erne.:317 
Andre hidatsaer samlede sig omkring de mindre vandløb Shell Creek og Lucky Mound Creek, der gav navn til deres små lokalsamfund.:ix 